# Stazione di Pieve Albignola
Stazione di Pieve Albignola vasútállomás Olaszországban, Lombardia régióban, Pieve Albignola településen.

## Vasútvonalak
Az állomást az alábbi vasútvonalak érintik:
- Pavia–Alessandria-vasútvonal

## Kapcsolódó állomások
A vasútállomáshoz az alábbi állomások vannak a legközelebb:
- Stazione di Zinasco Nuovo
- Stazione di Sannazzaro